# Cerebratulus longiceps
Cerebratulus longiceps är en djurart som tillhör fylumet slemmaskar, och som beskrevs av Ernest F. Coe 1901. Cerebratulus longiceps ingår i släktet fläsknemertiner, och familjen Cerebratulidae. Inga underarter finns listade i Catalogue of Life.